# AGS JH27
O H27  é o último modelo da AGS da temporada de 1991 de Fórmula 1. Condutores: Gabriele Tarquini, Fabrizio Barbazza e Olivier Grouillard. 

## Resultados[1]
(legenda) 
| Ano  | Chassi | Motor                | Pneus | N° | Pilotos            | 1   | 2   | 3   | 4   | 5   | 6   | 7   | 8   | 9   | 10  | 11  | 12  | 13  | 14  | 15  | 16  | Pontos | Posição  |  |
| ---- | ------ | -------------------- | ----- | -- | ------------------ | --- | --- | --- | --- | --- | --- | --- | --- | --- | --- | --- | --- | --- | --- | --- | --- | ------ | -------- |  |
|      |        |                      |       |    |                    |     |     |     |     |     |     |     |     |     |     |     |     |     |     |     |     |        |          |  |
|      |        |                      |       |    |                    | USA | BRA | SMR | MON | CAN | MEX | FRA | GBR | GER | HUN | BEL | ITA | POR | ESP | JAP | AUS |        |          |  |
| 1991 | JH27   | Ford Cosworth DFR V8 | P     | 17 | Gabriele Tarquini  |     |     |     |     |     |     |     |     |     |     |     | NPQ | NQ  |     |     |     | 01     | NC (15º) |  |
| 1991 | JH27   | Ford Cosworth DFR V8 | P     | 17 | Olivier Grouillard |     |     |     |     |     |     |     |     |     |     |     |     |     | NPQ |     |     | 01     | NC (15º) |  |
| 1991 | JH27   | Ford Cosworth DFR V8 | P     | 18 | Fabrizio Barbazza  |     |     |     |     |     |     |     |     |     |     |     | NPQ | NPQ | NPQ |     |     | 01     | NC (15º) |  |

↑1  Utilizou o JH25 nos GPs: Estados Unidos até o México e o JH25B nos GPs: França até a Bélgica.